# كوكتيل 2000
كوكتيل 2000 هي سلسلة كتب أدبية للكاتب المصري نبيل فاروق, ضمن سلاسل روايات مصرية للجيب والتي تصدرها المؤسسة العربية الحديثة للطباعة والنشر يحتوى كل عدد منها على العديد من القصص المتنوعة ما بين قصص المخابرات والحركة، وقصص الخيال العلمي،  والقصص الرومانسية والدرامية، والقصص القصيرة أو تلك التي تمتد على أجزاء عدة. وكلها من تأليف الدكتور نبيل فاروق.

## مواضيع الروايات
برغم اهتمام د.نبيل فاروق وقرائه بمواضيع الخيال العلمي في السلسلة، لم يهمل الكاتب التطرق لمناقشة بعض المظاهر والمشاكل الاجتماعية في مجتمعاتنا الشرقية، ولعل أهمها وأشهرها كان موضوع (المرأة مشكلة صنعها الرجل) والذي امتد النقاش فيه على مدى أكثر من عدد.
ولكن أهم المواضيع التي تطرق إليها الدكتور نبيل فاروق في سلسلة كوكتيل 2000 كانت المفاجأة الهائلة التي فجرها في العدد 25 من السلسلة، والذي حمل اسم (أوراق بطل)، عندما عبر وفي رواية من جزأين وعلى شكل ذكريات شخصية، عن علاقته بجهاز المخابرات المصري وعن لقائه بالشخصية الحقيقية التي اقتبس منها شخصية (أدهم صبري) في سلسلة رجل المستحيل، والتي اعتقد القراء أنها من نسج الخيال فحسب. فأثارت تلك الرواية قدراً كثيفاً من النقاش والجدل.

## لقاء الكاتب والقراء
شارك الكاتب في الحوار مع العشرات من القراء الذين أرسلوا إليه آراءهم فنشر أفضلها أسلوباً على صفحات السلسلة.
كما خصص جزءاً كبيراً من السلسلة لعرض الأعمال الثلاثة الفائزة لمسابقة أدب الخيال العلمي والتي انطلقت في 2008م، والتي تحمل نفس اسم المؤلف وهو د.نبيل فاروق، هذه المسابقة التي يتحمل د.نبيل عبئها بالكامل رغبة منه في إظهار جيل جديد من الكتاب الشبان.
وسلسلة كوكتيل 2000 أيضاً كانت منبراً مفتوحاً التقى الكاتب فيه مع الآلاف من الأصدقاء والمعجبين، فرد على أسئلتهم واستفساراتهم سواء الشخصية منها أو ما يتعلق بأحداث السلاسل الأخرى التي يكتبها، كما شجعهم على الكتابة فرعى مواهبهم ونشر أعمالهم المميزة في باب مستقل من السلسلة.

## الحلم الذي أصبح حقيقة
سلسلة كوكتيل 2000 كانت حلم الدكتور نبيل فاروق منذ أيام صباه، وهي تحمل شعار : «ثقافة الغد.. لشباب اليوم».

## أعداد السلسلة
1. النبوءة
2. سيف العدالة
3. البديل
4. بدوية
5. لعنة البحر
6. المندوب
7. سر القصر
8. تحقيق
9. الزائر الغامض
10. الفارس
11. ثمن الصداقة
12. العنقاء
13. جزيرة القدر
14. نداء الأعماق
15. التجربة الرهيبة
16. المهمة
17. الشئ
18. البعد الخامس
19. ضيف النجوم
20. البعث
21. صانع اللعب
22. الكوكب العاشر
23. آلة الزمن
24. اللغز
25. أوراق بطل
26. الملحمة
27. الوريث
28. قلعة الأسرار
29. عملية الأستاذ
30. قارون
31. الدم
32. النداء
33. الجرثومة
34. رؤيا
35. الغريب
36. السلسلة الوحشية
37. الرحلة
38. قلب البحر
39. الأمير
40. المتحورون
41. فارس المستقبل
42. الغامض
43. ذلك اليوم
44. الزهرة القرمزية
45. جريمة رقمية
46. القادم
47. ذاكرة الغد
48. النجم
49. جدى الحبيب
50. الهدف أنت

العدد الخاص : الغضب